# برنج شکسته

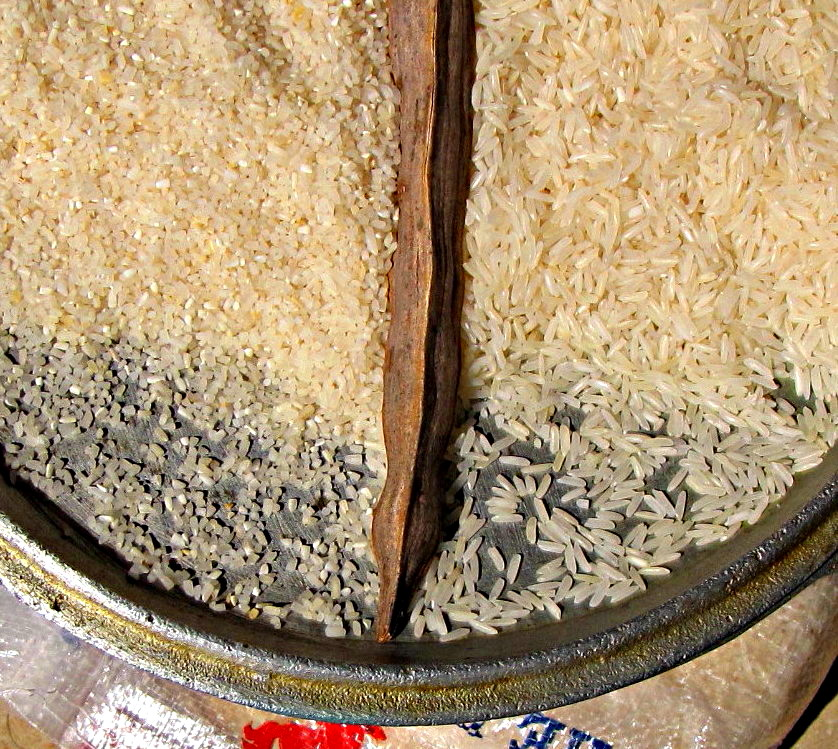
سمت چپ، برنج شکسته یا مالی؛ راست برنج درسته، برنج دانه بلند اولی در سنگال محبوب است، جایی که به جای کوسکوس استفاده می‌شود

برنج شکسته یا برنج نیم‌دانه تکه‌هایی از دانه‌های برنج است که در مزرعه، در حین خشک‌کردن، حمل‌ونقل یا هنگام شالی‌کوبی شکسته می‌شوند. از جداکننده‌های مکانیکی برای جدا کردن دانه‌های شکسته از دانه‌های کامل و مرتب کردن آنها بر اساس اندازه استفاده می‌شود.
برنج شکسته معیوب محسوب نمی‌شود و در کنار شکل ظاهری، معادل برنج معمولی است و به اندازه مقدار معادل برنج معمولی مغذی است (یعنی اگر تمام جوانه و سبوس آن باقی بماند، مانند برنج قهوه ای مغذی است، در غیر این صورت به اندازه برنج سفید مغذی است).
برنج شکسته سابقه طولانی در تاریخ دارد. ابن بطوطه در سال ۱۳۵۰ از کوسکوس برنج در منطقه مالی یاد می‌کند که احتمالاً از برنج آفریقایی تهیه می‌شده است.

## شالی‌کوبی
در آسیاب، برنج که معمولاً به عنوان برنج آسیایی یا برنج شلتوک شناخته می‌شود، حدود ۵۰٪ برنج کامل و سپس تقریباً ۱۶٪ برنج شکسته، ۲۰٪ پوسته، ۱۴٪ سبوس و کنجاله تولید می‌شود. برنج آفریقایی، دانه‌های شکننده بیشتری دارد و شکستگی آن بیشتر است.

## مصرف انسان

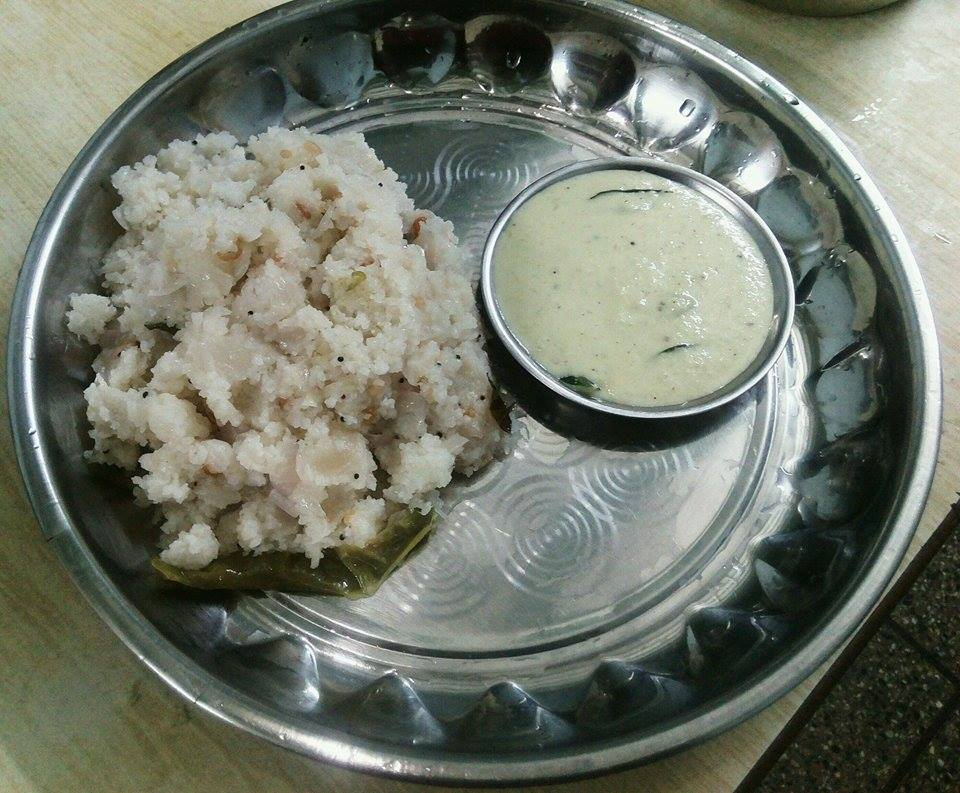
اوما از هند که با برنج شکسته پخته با پیاز، فلفل قرمز و زنجبیل و با چاتنی نارگیل سرو می‌شود.

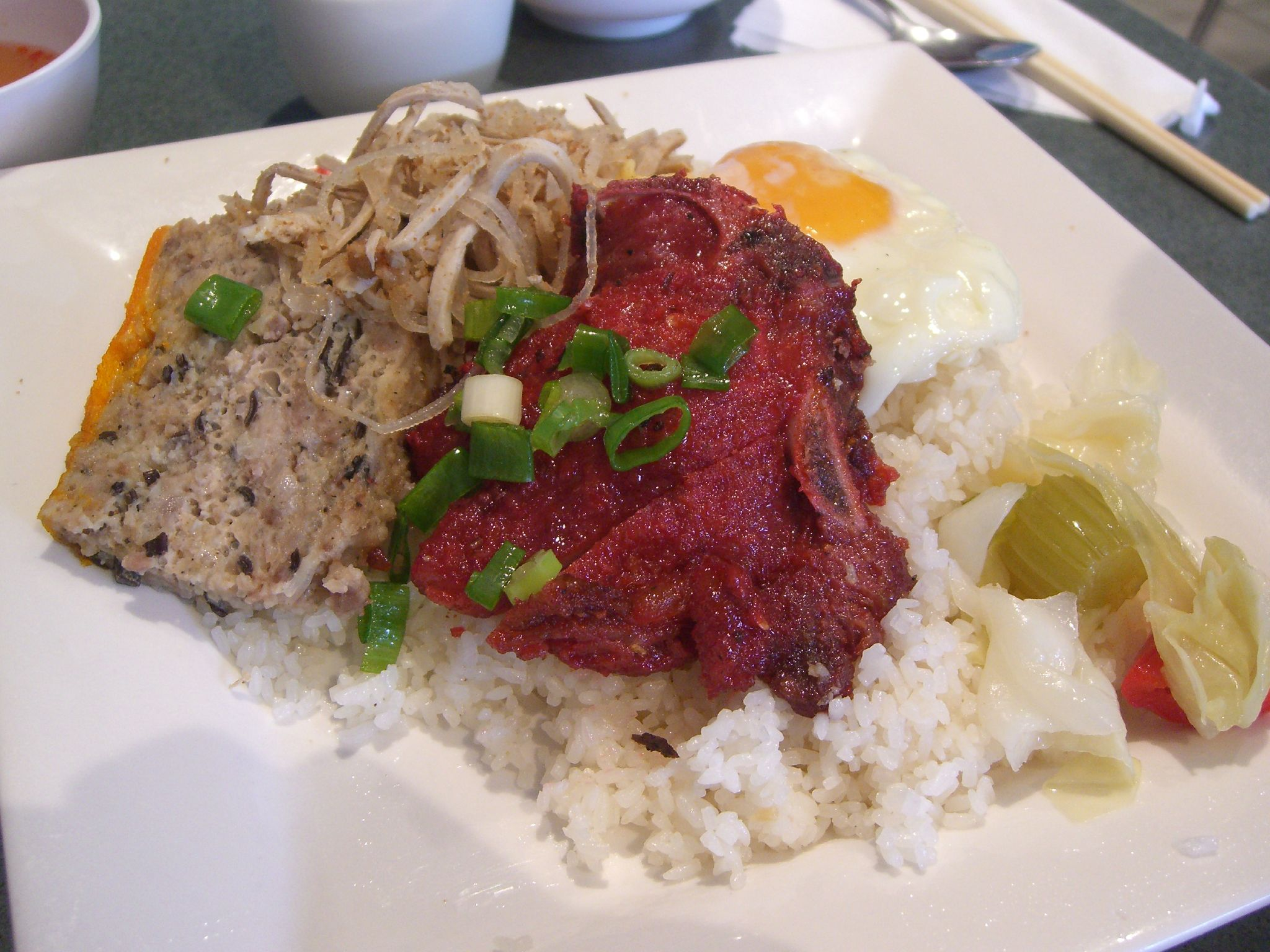
Cơm tấm (به معنای واقعی کلمه "برنج شکسته") با گوشت خوک علف لیمو، از ویتنام.

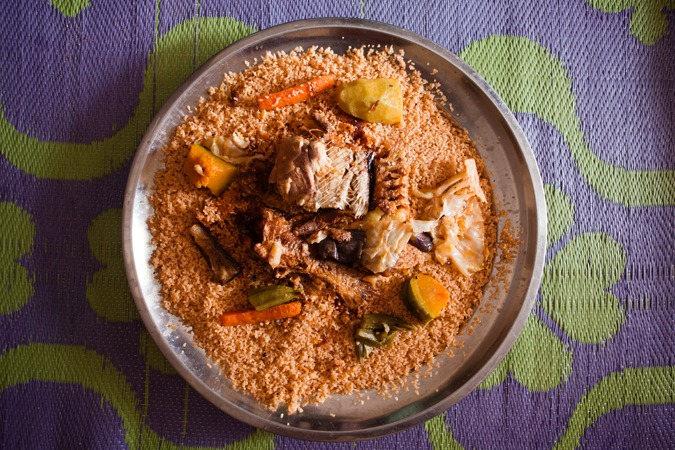
یک thieboudienne از موریتانی، با برنج شکسته گوجه‌فرنگی، ماهی و سبزیجات.

به دلیل اندازه و شکل متفاوت دانه‌ها، برنج شکسته دارای بافتی متفاوت و نرم‌تر از برنج کامل (نشکسته) است و طعم‌ها را راحت‌تر جذب می‌کند. سریعتر پخته می‌شود، سوخت کمتری مصرف کرده و می‌توان از آن برای تهیه فرنی برنج و شله استفاده کرد که به زمان پخت طولانی نیاز دارند.
انواع برنج شکسته اغلب ارزان‌تر هستند، و به همین دلیل توسط مصرف‌کنندگان فقیرتر ترجیح داده می‌شوند، اما آنها نیز با انتخاب مصرف می‌شوند، در برخی کتاب‌های آشپزی نحوه شکستن برنج معمولی برای تولید بافت مورد نظر یا پخت سریع توضیح داده شده است.
برنج شکسته به عنوان بخشی از غذاهای محلی در غرب آفریقا (جایی که برنج سنتی آفریقایی راحت تر شکسته می‌شود)، تایلند، بنگلادش و جاهای دیگر در جنوب شرق آسیا مصرف می‌شود. در ویتنام، cơm tấm (به معنای واقعی کلمه "برنج شکسته") یک غذای برنجی محبوب با گوشت خوک است. Thieboudienne یک غذای محبوب در غرب آفریقا است که اغلب با برنج شکسته درست می‌شود. برنج شکسته را در کارولینای جنوبی برنج گریست یا middlins می‌نامند. در بنگلادش به آن Khood می‌گویند. معمولاً قبل از مصرف آن به تنهایی یا با غذای جانبی - معمولاً غذای شب مانده - با فلفل کبابی، سیر و روغن خردل مصرف می‌شود.

## مصارف صنعتی
برنج‌های شکسته بسیار کوچک را برنج آبجو می‌نامند، زیرا آبجوها به‌طور سنتی از این نوع برنج استفاده می‌کردند، اگرچه به سایر کاربران نیز فروخته می‌شود. به عنوان مثال، برنج شکسته را می‌توان در صنایع غذایی حیوانات خانگی و برای تغذیه دام و آبزی پروری استفاده کرد. از برنج شکسته برای تهیه نشاسته نیز استفاده می‌شود که به عنوان نشاسته لباسشویی و در مواد غذایی، آرایشی و بهداشتی و تولید پارچه استفاده می‌شود.